# Río de Oro (Catatumbo)
Le río de Oro est un fleuve de Colombie et du Venezuela.

## Géographie
Le río de Oro prend sa source sur le versant est de la serranía de Los Motilones, dans le parc national naturel de Catatumbo Barí (extrême nord du département de Norte de Santander). Il coule ensuite vers l'est en suivant la frontière vénézuélienne, passe au Venezuela puis rejoint le río Catatumbo dans l'État de Zulia.